# Cimitero vivente 2
Cimitero vivente 2 (Pet Sematary Two) è un film del 1992 diretto da Mary Lambert, sequel di Cimitero vivente del 1989, sempre diretto dalla Lambert. È presente nella colonna sonora (come nel prequel Cimitero vivente) un singolo dei Ramones: Poison Heart.
Per l'home video il film è stato distribuito col titolo Pet Sematary 2 - Cimitero vivente 2.

## Trama
Jeff Matthews, figlio tredicenne della nota attrice Renèe Hallow e del veterinario Chase Matthews, rimane traumatizzato dalla brutale morte della madre, avvenuta a causa di un incidente sul set di un film in cui stava lavorando. Tale perdita spinge il ragazzo e il padre a trasferirsi a Ludlow, la cittadina del Maine che diede i natali alla donna e che, anni prima, fu teatro degli orribili avvenimenti riguardanti la famiglia Creed.
Fin da subito il ragazzo non trova altro che problemi, venendo preso di mira dal bullo Clyde e dalla sua banda, che rubano il suo gattino Tigre e lo picchiano, e instaurando un pessimo rapporto con Marjore Hargrove, la giovane governante assunta dal padre e segretamente innamorata di quest'ultimo. Tuttavia Jeff farà amicizia con Drew Gilbert, suo coetaneo, altrettanto bistrattato dai compagni di scuola e per di più vittima dei soprusi del patrigno, lo sceriffo Gus Gilbert, di cui la madre, Amanda, è troppo innamorata per accorgersi della sua cattiveria nei confronti del figlio. Una notte Zowie, il cane di Drew, si avvicina all'allevamento di conigli di Gus, che lo uccide senza pensarci due volte. Distrutto dalla morte del suo amato cane, Drew racconta a Jeff la leggenda del cimitero indiano, chiedendo all'amico di accompagnarlo lassù per seppellire l'animale che, di lì a poco, tornerà in vita, ma profondamente cambiato, con una ferocia e una cattiveria mai viste prima di allora. Impensierito dalle condizioni di Zowie, Chase lo porta nella sua clinica e spedisce un suo campione di sangue ad un suo collega, che gli risponde dicendogli che il sangue che gli ha inviato ha cellule deteriorate al punto da far pensare al sangue di un animale morto.
Tempo dopo, Jeff e Drew vengono costretti da Clyde e dai suoi amici a partecipare alla festa di Halloween nel cimitero degli animali, dove Clyde racconta la storia dei Creed e di come Ellie, la figlia superstite della coppia, sia impazzita e abbia ucciso i nonni. La festa viene interrotta da Gus che, infuriato perché Drew ha disubbidito al suo ordine di non andare in giro la notte di Halloween, lo aggredisce picchiandolo e cercando di colpirlo con una grossa croce di legno, ma viene assalito da Zowie, che lo uccide mordendolo alla gola. Sconvolti dalla ferocia del cane e dalla morte dell'uomo, e sentendosi responsabili, i due ragazzi decidono di seppellire il cadavere di Gus nel cimitero.
L'uomo quindi ritorna in vita, ma con modi di fare ancora più grezzi, crudeli e sadici: le sue prime azioni, dopo la resurrezione, sono difatti quelle di violentare Amanda e uccidere brutalmente molti dei suoi conigli per puro divertimento. Nel frattempo Chase, confuso dagli inquietanti risultati dell'analisi del sangue di Zowie, viene indirizzato a parlare con un sinistro tassidermista, a quanto pare a conoscenza di molti inquietanti particolari inerenti alla famiglia Creed, che il resto della gente della città o non conosce o di cui è restia a parlare. L'uomo gli rivela che il cane non è affatto malato, bensì morto, come il gatto di Louis Creed e come sua moglie Rachel quando i poliziotti la sorpresero dopo aver ucciso il marito, e gli consiglia di lasciare la città il prima possibile. Intanto Zowie scappa dalla clinica veterinaria di Chase sbranando alcuni gattini ai quali il veterinario stava cercando dei padroni, e in seguito aggredisce lo stesso Chase ferendolo ad un braccio. Jeff viene ancora una volta molestato da Clyde, ma è salvato da Gus, che uccide il bullo maciullandogli la faccia con le ruote della sua moto. Dopo ciò lo sceriffo attacca Drew con un martello, costringendolo, insieme alla madre, a tentare la fuga in auto. Poi li uccide entrambi mandandoli a schiantarsi contro un camion, ed infine porta il cadavere di Clyde al cimitero indiano.
Quella stessa notte Jeff, ossessionato dal potere malefico del cimitero indiano, decide di usarlo per resuscitare la madre che viene riesumata da Gus e seppellita nel terreno maledetto. Chase, informato dai custodi del cimitero di Ludlow della profanazione della tomba della moglie, si reca a casa di Gus per ottenere spiegazioni, ma viene nuovamente aggredito da Zowie, riuscendo ad ucciderlo. Dopodiché affronta Gus, che lo ferisce con un trapano. Anche se con molta fatica, riesce ad avere la meglio sul Gus zombie, e ad uccidere anche lui con un colpo di pistola ravvicinato in gola. Nel frattempo Renèe è tornata in vita, ha ucciso la governante Marjore e, abbracciata al figlio, attende il ritorno a casa del marito. Inorridito nel vedere il corpo resuscitato della moglie, l'uomo intima al figlio di allontanarsi da lei. Renèe chiede a Jeff di lasciarla sola con il padre, perché desiderosa di discutere con lui. All'improvviso irrompe sulla scena il cadavere resuscitato di Clyde, che aggredisce Chase e Jeff, venendo ucciso da quest'ultimo con un cavo elettrico infilato in gola. Ciò causa un incendio che comincia a distruggere la casa. Renèe viene divorata dalle fiamme supplicando il figlio di restare con lei e dicendogli che lo ama, ma il ragazzo, ormai perfettamente conscio che l'orrenda creatura davanti a lui non è sua madre (ma solo il suo guscio), lascia la casa assieme al padre.
Il giorno dopo, il ragazzo, suo padre e il loro gattino lasciano per sempre Ludlow e tutti i suoi orrori, sperando di ricominciare una nuova vita.

## Curiosità
Ad un certo punto il personaggio di Chase Matthews (interpretato da Anthony Edwards) guarda per nostalgia un pezzo di un film dove compare la moglie Renèe Hallown (Darlanne Fluegel). Questo film non è altro che il capolavoro di Sergio Leone C'era una volta in America, dove la Fluegel interpretava Eve, fidanzata del protagonista Noodles (Robert De Niro).
Le riprese del film sono iniziate nel gennaio 1992.